# Arne Borg
Arne Borg (Suecia, 18 de agosto de 1901-7 de noviembre de 1987) fue un nadador sueco especializado en pruebas de estilo libre media y larga distancia, donde consiguió ser campeón olímpico en 1928 en los 1500 metros.

## Carrera deportiva
En las Olimpiadas de París 1924 ganó dos medallas de plata (400 y 1500 metros estilo libre) y una de bronce en los relevos de 4x200 metros estilo libre.
Cuatro años después, en los Juegos Olímpicos de Ámsterdam 1928 ganó la medalla de oro en los 1500 metros libre —por delante del australiano Boy Charlton y el estadounidense Buster Crabbe— y el bronce en los 400 metros libre, tras el argentino Alberto Zorrilla y de nuevo el estadounidense Boy Charlton.